# Cytherea
Cassieardolla Elaine Story aka Cytherea je americká pornografická herečka a modelka, která se narodila 27. září 1981 ve městě Salt Lake City ve státě Utah. Proslavila se zvláště díky ženské ejakulaci (slangově „squirting“), která doprovází orgasmus.